# Begonia alnifolia
Espèce
Begonia alnifolia est une espèce de plantes de la famille des Begoniaceae.
Ce bégonia est originaire de Colombie et du Pérou. L'espèce fait partie de la section Ruizopavonia ; elle a été décrite en 1859 par le botaniste suisse Alphonse Pyrame de Candolle (1806-1893). L'épithète spécifique, alnifolia, signifie « à feuille d'Aulne (Alnus) ».

## Description

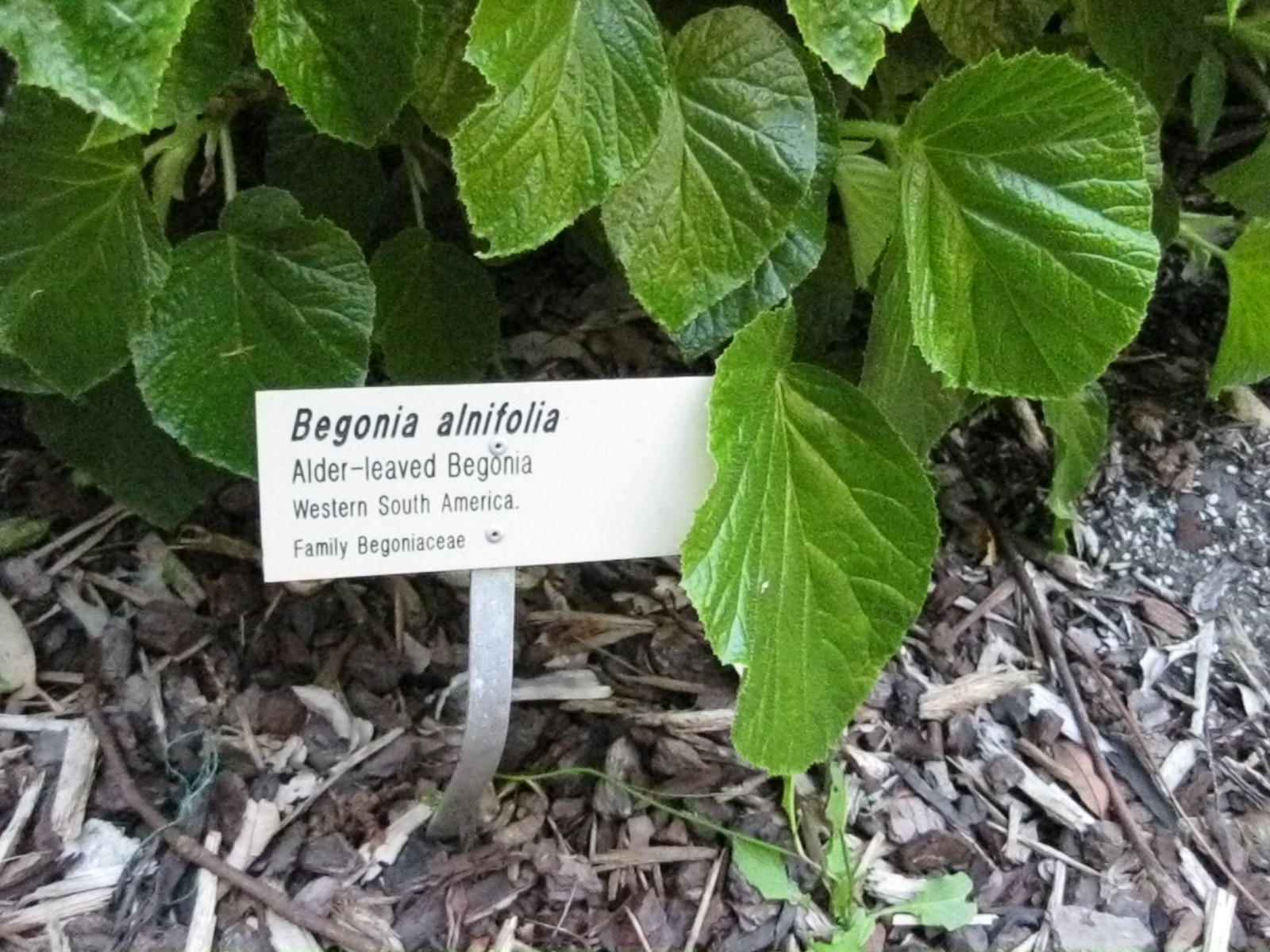
Détail du feuillage
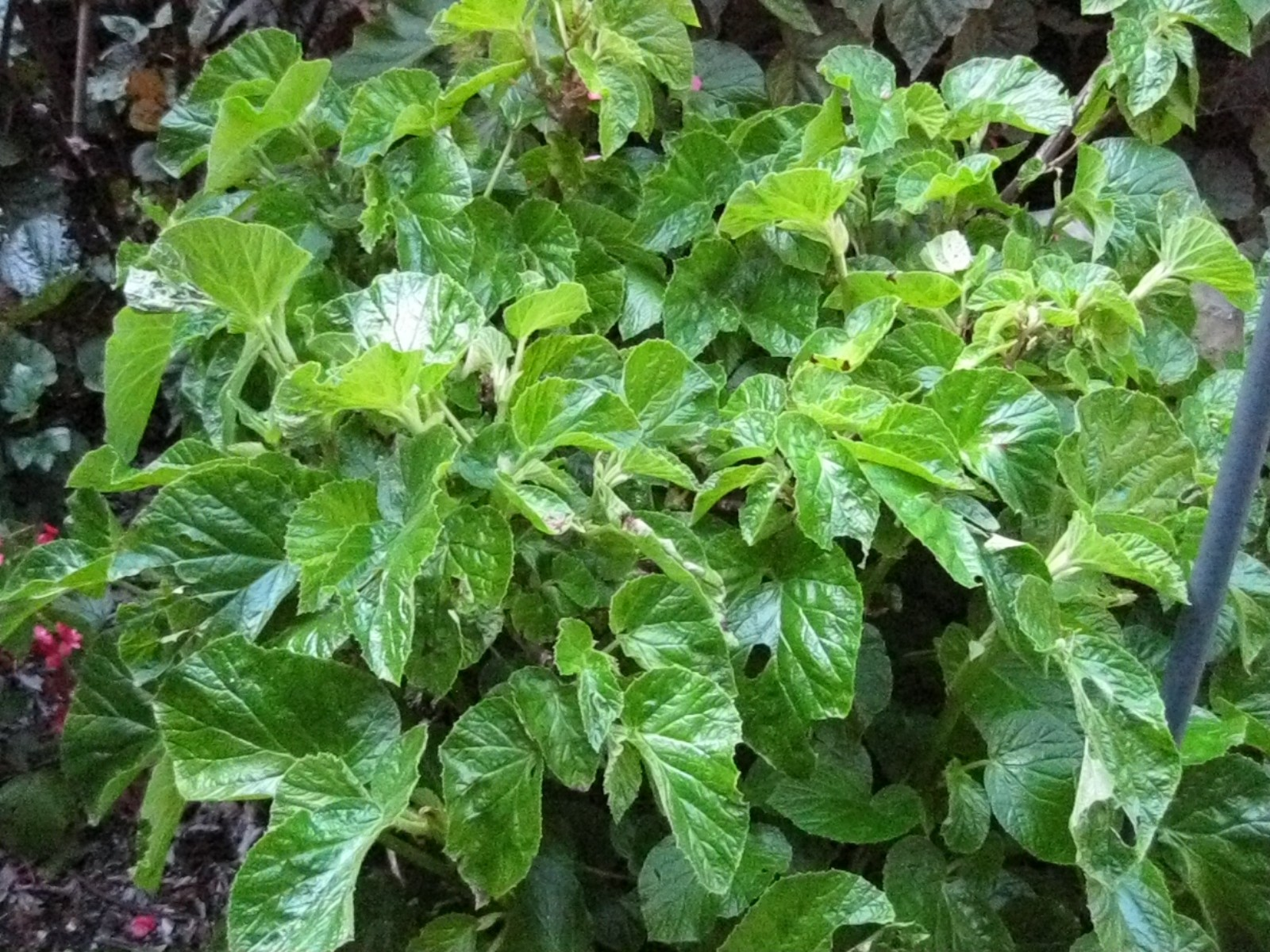
Spécimen au jardin botanique de Sydney